# Leslie Odom Jr.
Pour les articles homonymes, voir Odom.
Leslie Odom Jr, né le 6 août 1981 dans le Queens, à New York, est un acteur et chanteur américain.

## Biographie
Leslie Odom Jr, est né le 6 août 1981 dans le Queens, à New York. Sa famille a ensuite déménagé dans l'East Oak Lane un quartier de Philadelphie, où il a grandi.

### Vie privée
Il est marié depuis 2012 à l'actrice, Nicolette Kloe Robinson. Ils ont deux enfants, une fille, Lucille Ruby Odom, née en 2017 et un garçon, Able Phineas Odom, né en 2021.

## Carrière
En 2011, il joue dans un épisode de Supernatural.
Il a chanté à Broadway et  a aussi publié deux albums de jazz.
Il est connu pour avoir interprété le rôle d'Aaron Burr dans la comédie musicale Hamilton à Broadway, une performance qui lui a valu en 2016 le Tony Award du meilleur acteur dans une comédie musicale et le Grammy Award du Meilleure comédie Musicale de l'Album.
Il est également l'auteur du livre Faute de Place en 2018.
Leslie Odom Jr. a été nommé parmi les 100 personnes les plus influentes en 2024 par le Times Magazine, dans la catégorie artiste.

## Filmographie

### Cinéma

#### Longs métrages
- 2012 : L'Escadron Red Tails (Red Tails) d'Anthony Hemingway : Walter « Winky » Hall
- 2017 : Le Crime de l'Orient-Express (Murder on the Orient Express) de Kenneth Branagh : Dr Arbuthnot
- 2019 : Harriet de Kasi Lemmons : William Still
- 2019 : Only de Takashi Doscher : Will
- 2020 : Hamilton de Thomas Kail : Aaron Burr
- 2020 : One Night in Miami de Regina King : Sam Cooke
- 2021 : Many Saints of Newark - Une histoire des Soprano (The Many Saints of Newark) d'Alan Taylor : Harold McBrayer
- 2021 : Music de Sia : Ebo
- 2021 : Needle in a Timestack de John Ridley : Nick Mikkelsen
- 2022 : Glass Onion : Une histoire à couteaux tirés (Glass Onion: A Knives Out Mystery) de Rian Johnson : Lionel Toussaint
- 2023 : L'Exorciste: Dévotion (The Exorcist: Believer) de David Gordon Green : Victor Fielding

#### Courts métrages
- 2007 : Scarecrow Joe de Bragi F. Schut : Joe
- 2015 : Luna Goes Cruising de Jake Wilson : Oscar
- 2019 : Stucco de Janina Gavankar et Russo Schelling : Throne

### Télévision

#### Séries télévisées
- 2003 - 2006 : Les Experts : Miami (CSI: Miami) : Joseph Kayle
- 2004 : The Big House : Lamont
- 2006 : Threshold : Premier Contact (Threshold) : Sergent Adams
- 2006 : Gilmore Girls : Quentin Walsh
- 2006 : Vanished : Malik Christo
- 2006 : Close to Home : Juste Cause (Close to Home) : Jordan Carter
- 2006 - 2007 : Big Day : Freddy
- 2007 : The Bill Engvall Show : Mr Pratt
- 2008 : Grey's Anatomy : P.J Walling
- 2008 : NCIS : Los Angeles : Agent Duane Lausten
- 2008 : Zeke et Luther (Zeke and Luther) : Mr Arliss Bunnyson
- 2011 : Supernatural : Guy
- 2012 : House of Lies : James
- 2012 - 2013 : Smash : Sam Strickland
- 2013 - 2014 : Person of Interest : Peter Collier
- 2013 - 2015 : New York, unité spéciale (Law and Order: Special Victims Unit) : Révérend Curtis Scott
- 2014 : Gotham : Ina Hargrove
- 2018 : Ours pour un et un pour t'ours (We Bare Bears) : Dr Leslie (voix)
- 2020 : L'amour au temps du Corona (Love in the Time of Corona) : James
- 2020 - 2022 : Central Park : Owen Tillerman (voix)
- 2021 : Blue et ses amis (Blue's Clues & You!) : Mo Snow (voix)
- 2022 - 2023 : Abbott Elementary : Draemond
- 2023 : La Famille fière : plus forte et plus fière (The Proud Family: Louder and Prouder) : Kwame (voix)

## Distinctions
| Prix                         | Année | Catégorie                           | Titre              | Résultat   |
| ---------------------------- | ----- | ----------------------------------- | ------------------ | ---------- |
| Golden Globes                | 2021  | Meilleur acteur dans un second rôle | One night in Miami | Nomination |
| Screen Actors Guild Awards : | 2021  | Meilleur acteur dans un second rôle | One night in Miami | Nomination |

## Scène
| Année | Titre               | Rôle                | Dates                            | Lieu                                | Notes                                           |
| ----- | ------------------- | ------------------- | -------------------------------- | ----------------------------------- | ----------------------------------------------- |
| 1998  | Rent                | Paul / Cop / others |                                  | Nederlander Theatre                 | Broadway                                        |
| 2001  | Dreamgirls          | Performer           | 24 septembre 2001                | Ford Center for the Performing Arts | Actors Fund Benefit Concert                     |
| 2004  | Jersey Boys         | Ensemble            | 5 octobre 2004 – 16 janvier 2005 | La Jolla Playhouse                  | essai                                           |
| 2007  | Keep Your Pantheon  |                     |                                  | Geffen Playhouse                    | Régional                                        |
| 2007  | Being Alive         | Performer           | 25 août – 9 septembre 2007       | Westport Country Playhouse          | Régional                                        |
| 2007  | Being Alive         | Performer           | 25 octobre - 2 décembre 2007     | Philadelphia Theatre Company        | Régional                                        |
| 2008  | Once on This Island | Agwe, God of Water  | 12–14 septembre 2008             | Freud Playhouse                     | Régional; également assistant metteur en scène  |
| 2009  | Soul of Rodgers     | Performer           | 2–3 octobre 2009                 | Reprise Theatre Company             | Revue                                           |
| 2010  | Leap of Faith       | Isaiah Sturdevant   | 3–24 octobre 2010                | Ahmanson Theatre                    | essai                                           |
| 2012  | Leap of Faith       | Isaiah Sturdevant   | 26 avril – 13 mai 2012           | St. James Theatre                   | Broadway                                        |
| 2013  | Venice              | Markos Monroe       | 28 mai – 30 juin 2013            | Public Theater                      | Off-Broadway                                    |
| 2014  | Tick, Tick... Boom! | Michael             | 24–28 juin 2014                  | New York City Center                | Concerts Encores!                               |
| 2015  | Hamilton            | Aaron Burr          | 20 janvier – 3 mai 2015          | Public Theater                      | Off-Broadway                                    |
| 2015  | Hamilton            | Aaron Burr          | 6 août 2015 - 9 juillet 2016     | Richard Rodgers Theatre             | Broadway Tony Award for Best Actor in a Musical |